# Hoplocryptus magrettii
Hoplocryptus magrettii là một loài tò vò trong họ Ichneumonidae.